# Matonge (Kinshasa)
Pour les articles homonymes, voir Matonge.
Matonge est un quartier populaire du nord de la commune de Kalamu dans la province de Kinshasa, en république démocratique du Congo.
Situé entre le quartier Victoire et le Stade Tata Raphaël, il est l'un des principaux lieux de la vie nocturne de Kinshasa, rassemblant bars et restaurants. S'y trouvent également de nombreux studios d'enregistrement musicaux.
Il est surtout connu pour être le carrefour culturel de la musique congolaise, d'où ont émergé les groupes tels que Viva La Musica de Papa Wemba qui a lancé plusieurs artistes musiciens comme Koffi Olomidé, King Kester Emeneya et bien d'autres; qui à ses premières heures de gloire faisait ses spectacles à la Place Vis-à-vis à proximité du Rond-point Victoire.[pertinence contestée][réf. nécessaire].